# There but for Fortune
There but for Fortune est une chanson écrite et composée par le chanteur folk Phil Ochs. Elle est parue en 1964 sur la compilation New Folks Volume 2 du label Vanguard Records, puis en 1966 sur l'album Phil Ochs in Concert.
Ses paroles décrivent, en quatre couplets, quatre destins brisés : un prisonnier, un clochard, un ivrogne et un pays bombardé. Le chanteur répète, à la fin de chaque couplet, « there but for fortune, may go you or go I » (« s'il n'était le hasard, ce pourrait être ton sort ou le mien »).

## Reprises
Joan Baez a repris There but for Fortune en ouverture de son cinquième album, Joan Baez/5, paru fin 1964. Sa reprise, parue en single début 1965 avec Plaisir d’amour en face B, se classe dans le Top 10 au Royaume-Uni (8e) et est nommée pour le Grammy du « meilleur enregistrement folk ». Son succès est tel que par la suite, Ochs introduit parfois There but for Fortune en concert en la présentant comme une chanson de Joan Baez.
Françoise Hardy a repris There but for Fortune à deux reprises : une première fois en 1968 sur l'album Comment te dire adieu, puis l'année suivante sur En anglais. La première est une adaptation en français écrite par Eddy Marnay intitulée Où va la chance ?, interprétée pour la première fois en 1965 par Dominique Walter, tandis que la deuxième reprend le texte original de Phil Ochs.
There but for Fortune a également été reprise par :
- Chad and Jeremy sur l'album I Don't Want To Lose You Baby (1965)
- Jim and Jean sur l'album Jim and Jean (1965)
- The Spokesmen sur l'album The Dawn of Correction (1965)
- Mike Leander sur l'album The Folk Hits (1966)
- Cher sur l'album With Love, Chér (1967)
- Peter, Paul and Mary sur l'album Such Is Love (1983)